# Yokohama (hönsras)
Det här är en artikel om hönsrasen Yokohama. För en artikel om den japanska staden med samma namn, se Yokohama.

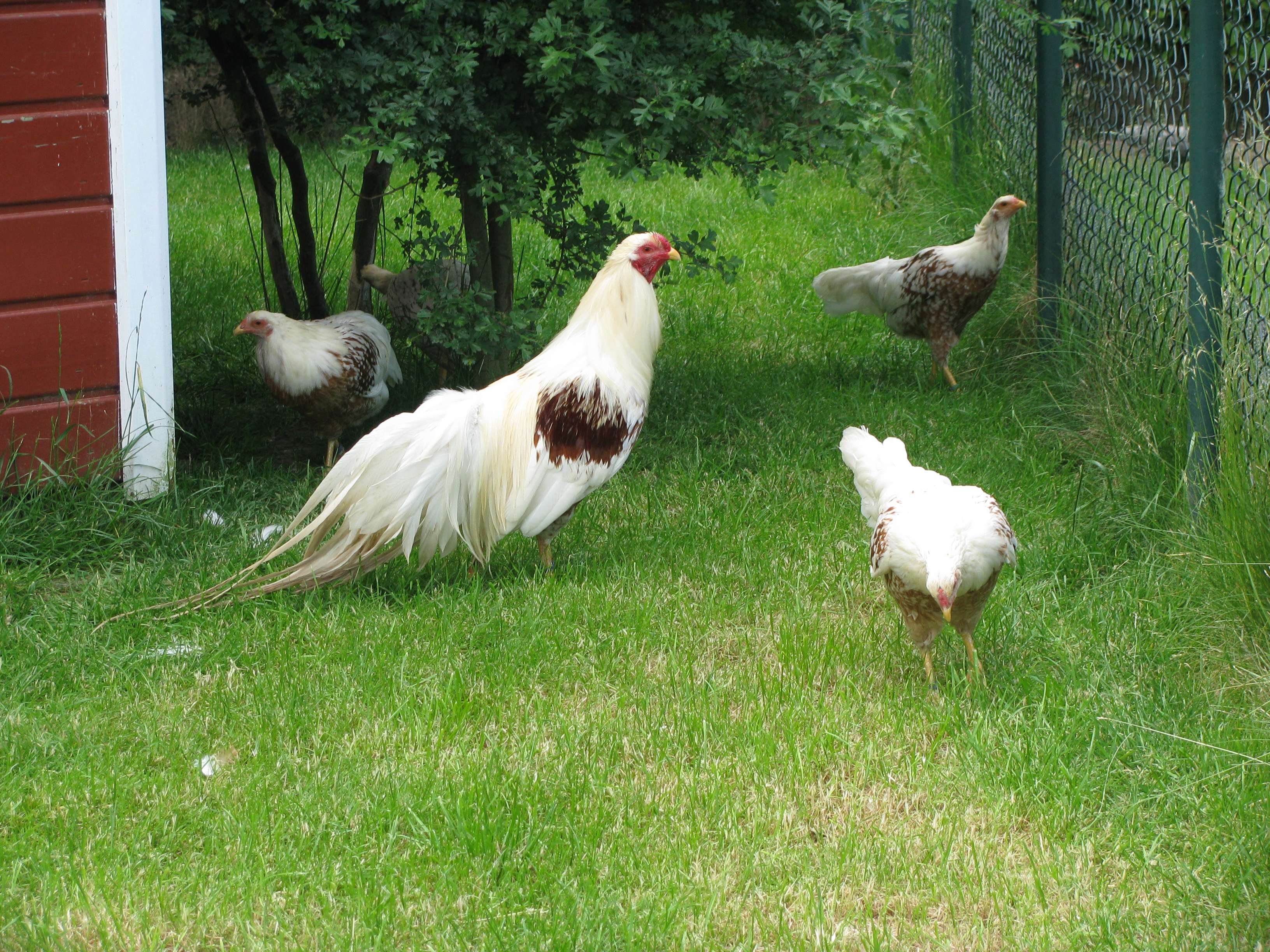
Yokohama

Yokohama är en lätt hönsras med ursprung från Japan. Den kom till Paris 1864 och rasen fick då namn efter Yokohama, den hamn i Japan från vilken den skeppats ut. Det är en stridshönsras med segt kött och låg äggproduktion, vilket gör att den hålls som en renodlad prydnadsras. En dvärgvariant av yokohama avlades fram i Tyskland.
Två färgvarianter förekommer, vit och rödsadlad. En höna väger 1-1,5 kilogram och en tupp väger 1,7-2 kilogram. För dvärgvarianten är vikten för en höna omkring 700 gram och för en tupp omkring 800 gram. Hönorna lägger jämförelsevis små ägg, äggvikten är runt 40 gram för stor ras och för dvärgvarianten ungefär 30 gram. Skalfärgen är gul till rödaktig för stor ras och dvärgvariantens är gulaktig. Rasen har god befruktningen av äggen. Hönorna ruvar bra och kycklingarna ses efter väl. Kycklingar av yokohama är väldigt energiska och nyfikna. 
Rasen behöver ha mycket utrymme för att trivas, de fullväxta fåglarna är vaksamma av sig och såväl hönor som tuppar kan vara aggressiva till temperamentet.

## Färger
- Rödsadlad
- Vit